# Bradysia submarginata
Bradysia submarginata är en tvåvingeart som beskrevs av Risto Kalevi Tuomikoski 1959. Bradysia submarginata ingår i släktet Bradysia och familjen sorgmyggor.
Artens utbredningsområde är Afghanistan. Inga underarter finns listade i Catalogue of Life.